# Georgette Blaquière
Pour les articles homonymes, voir Blaquière.
Œuvres principales
- La Grâce d'être femme (1981)
- L'Évangile de Marie (1986)
- Oser vivre l'amour (1994)

Georgette Blaquière, née à Castelnaudary le 14 janvier 1921, morte à Montauban le 19 novembre 2012, est une théologienne et essayiste catholique, spécialiste du Renouveau charismatique et de la théologie de la femme.

## Biographie
Née en 1921, Georgette Blaquière est professeur de lettres classiques. 

### Théologienne du Renouveau
Elle découvre en 1973 le Renouveau charismatique, avec un groupe de prière animé par les futurs fondateurs de la communauté de l'Emmanuel. Elle poursuit alors une formation théologique et devient une théologienne de référence dans le Renouveau. Elle fait partie de son instance de communion. 
Elle soutient les groupes de prière, et intervient dans leur enseignement. Selon elle, les apports les plus positifs du Renouveau dans l'Église sont la liturgie plus festive, la libre expression des émotions et la « démocratisation » de la vie spirituelle qui n'est plus le domaine réservé du clergé.

### La Grâce d'être femme
Georgette Blaquière développe aussi une théologie de la femme en publiant en 1981 La Grâce d'être femme, qui devient un succès de libraire avec 100 000 exemplaires vendus et une dizaine de traductions à travers le monde.
Cet ouvrage fait référence et l'amène à être consultée par le pape Jean-Paul II pour la rédaction de sa lettre apostolique Mulieris Dignitatem.

### Enseignement, autres ouvrages
L'année de la publication de La Grâce d'être femme, Georgette Blaquière perd son mari et devient veuve consacrée. Selon l'évêque Louis Simonneaux, c'est à partir de son veuvage que son ministère d'enseignement est particulièrement reconnu dans l'Église.
Elle écrit plusieurs autres ouvrages, parmi lesquels L'Évangile de Marie en 1986, et Oser vivre l'amour en 1994.
Elle publie aussi de nombreux articles, notamment dans la revue de la Fraternité Jésus Caritas. La direction de cette revue lui est confiée pendant quelque temps.
Elle se retire en 2005 dans une maison de retraite à Montauban où elle meurt le 19 novembre 2012. Deux évêques, Michel Santier et Joseph Boishu, président ses obsèques.
L'association « Les amis de Georgette Blaquière », destinée à faire connaître ses enseignements et à permettre l'archivage de ses écrits personnels, est fondée en 2017.

## Œuvres
- La Grâce d'être femme, édition Saint-Paul, 1981
- L'Évangile de Marie, éditions du Lion de Juda, 1986
- Prêtre pour l'Amour de Jésus et de l’Évangile, éditions du Lion de Juda, 1990
- Pentecôte c'est aujourd'hui : la grâce propre des groupes de prière du renouveau charismatique, éditions du Lion de Juda, 1991
- Oser vivre l'amour, éditions des Béatitudes, 1994
- Femmes, selon le cœur de Dieu, édition Saint-Paul, 1999
- Jésus-Christ, un dieu scandaleux, éditions des Béatitudes, 2005
- Une culture de pentecôte : libres propos sur le renouveau charismatique, éditions des Béatitudes, 2007